# Япома (мост)
Мост Япома (также известен как Немецкий мост Эдеа (англ. Edea German Bridge) или Немецкий мост (англ. German Bridge)) — железнодорожный мост через реку Санага, что находится недалеко от городе Эдеа, Камерун.
Стальной арочный мост был спроектирован и построен компанией Gutehoffnungshütte из Оберхаузена. Перед поставкой мост был собран в Германии, чтобы его можно было протестировать. Затем он был разобран и перевезен по частям в Камерун в 1911 году. Он имеет длину 160 метров и являлся самым большим в Африке на момент возведения. Вертикальные колонны, начинающиеся от арочной решетки, используются в качестве подвески для дорожного полотна. Одна половина арки была сначала собрана на земле, а другая построена на плавучих баржах, которые затем были правильно собраны. Стратегическое расположение моста было замечено во время Первой и второй битв за Эдею во время Первой мировой войны. Именно на этом мосту немцы организовали длительную оборону которую не организовывали нигде. Он остается архитектурной реликвией немецкой колониальной эпохи в Камеруне. До начала 80-х годов мост был единственным проходным пунктом через реку Санага для поездов, транспортных средств и пешеходов, а сейчас используется как пешеходная дорожка и велосипедная дорожка. В 2011 году мост был объявлен «культурным мостом» и символом немецко-камерунского культурного обмена.

## Галерея

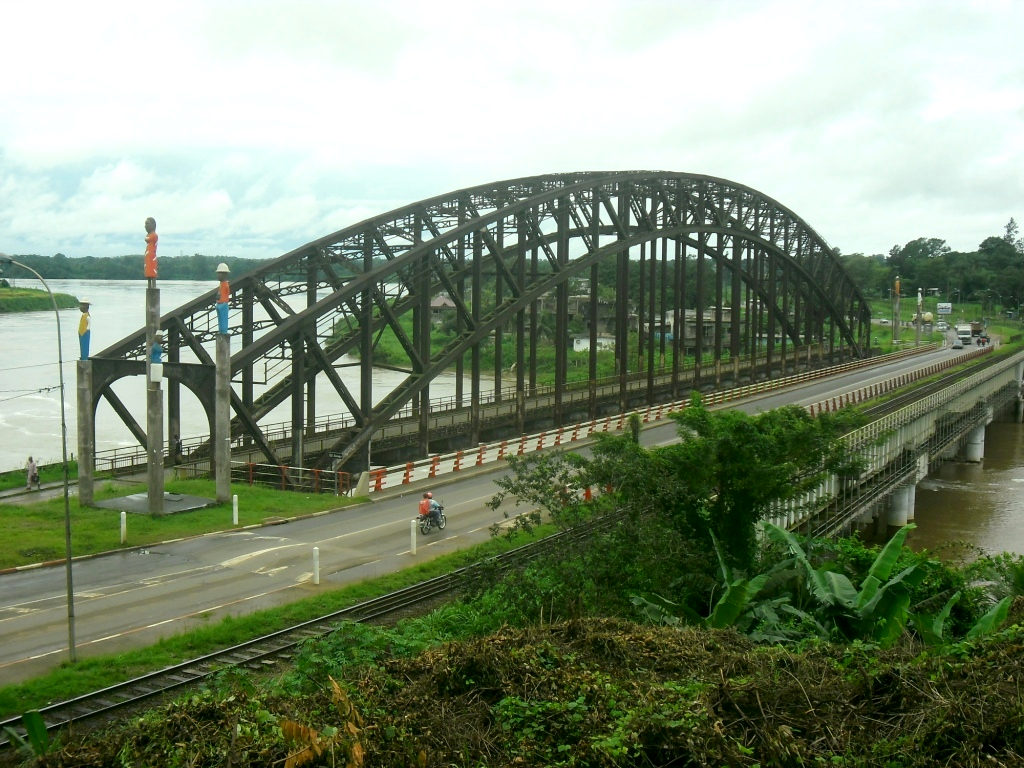
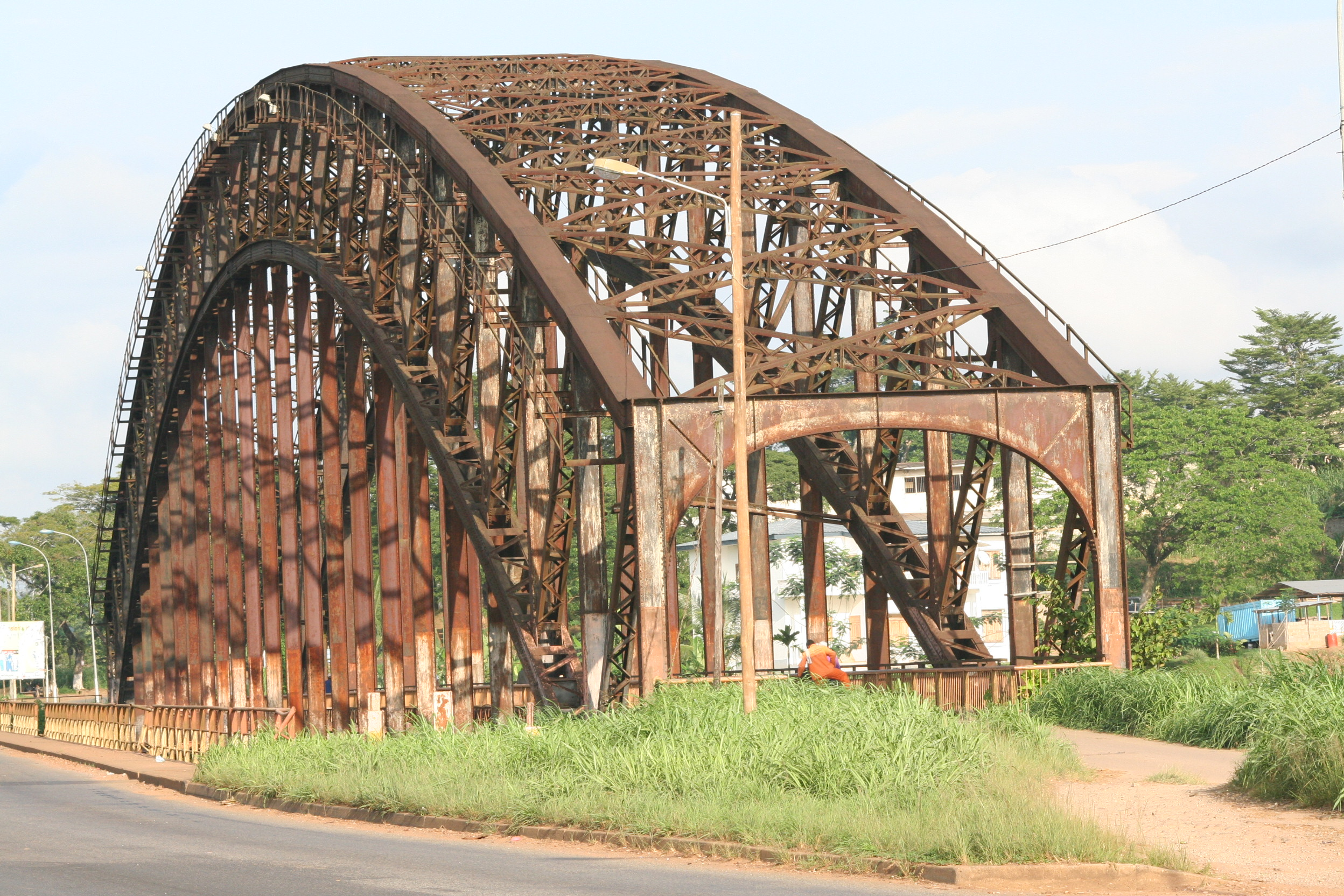
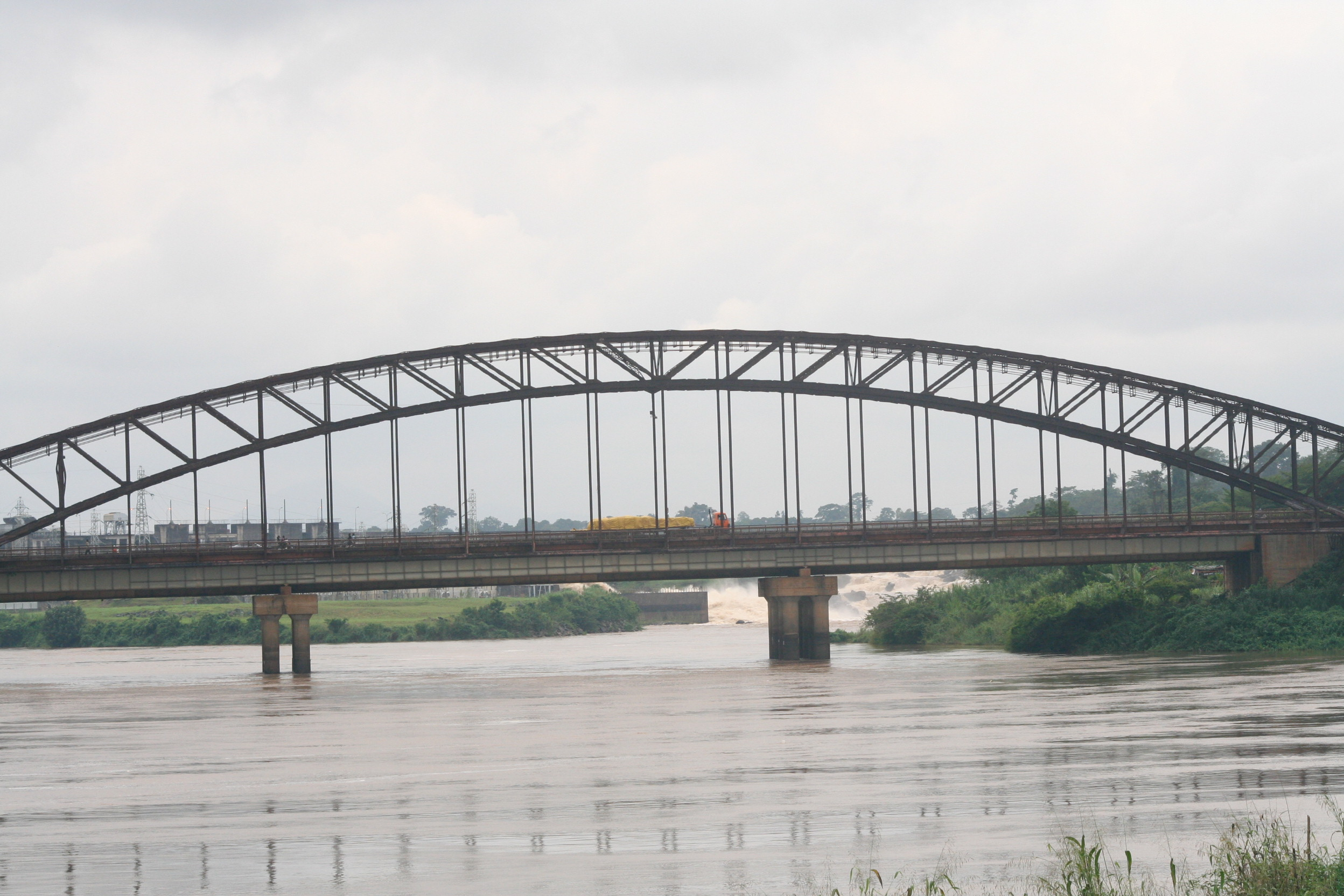